# Costești-Vâlsan
Costești-Vâlsan – wieś w Rumunii, w okręgu Ardżesz, w gminie Mușătești. W 2011 roku liczyła 616 mieszkańców.